# 赫里福德 (科羅拉多州)
赫爾福德（英語：Hereford）是位於美國科羅拉多州韋爾德縣的一個非建制地區。該地的面積和人口皆未知。

## 地理
赫爾福德的座標為40°58′30″N 104°18′19″W / 40.97500°N 104.30528°W，而該地的平均海拔高度為1609米（即5279英尺）。